# DeMarcus Walker
DeMarcus Walker (Jacksonville, Florida, 30 de septiembre de 1994) es un jugador profesional estadounidense de fútbol americano que se desempeña en la posición de defensive end en Chicago Bears, equipo de la National Football League (NFL).

## Carrera
Fue seleccionado en la segunda ronda en la Reunión Anual de Selección de Jugadores de la NFL de 2017. Hizo su debut profesional con el equipo Denver Broncos, en el cual jugó cuatro temporadas (2017-2021), después pasó a Houston Texans (2021-2022), posteriormente a Tennessee Titans (2022-2023), luego a Chicago Bears, donde lleva jugando una temporada.